# Scaliger-Grabmäler

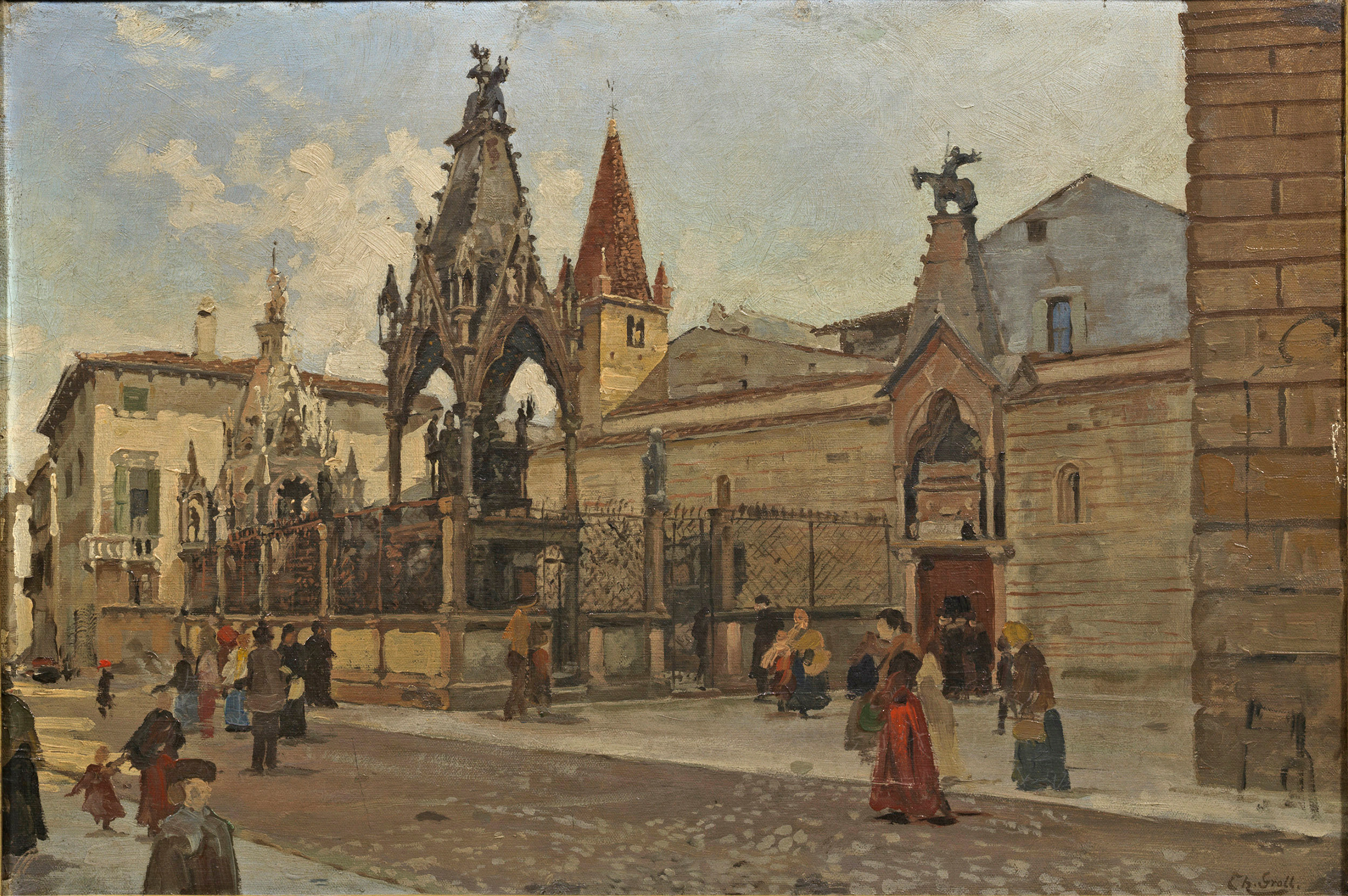
Theodor Groll, Blick auf die Scaliger-Grabmäler (vor 1913)

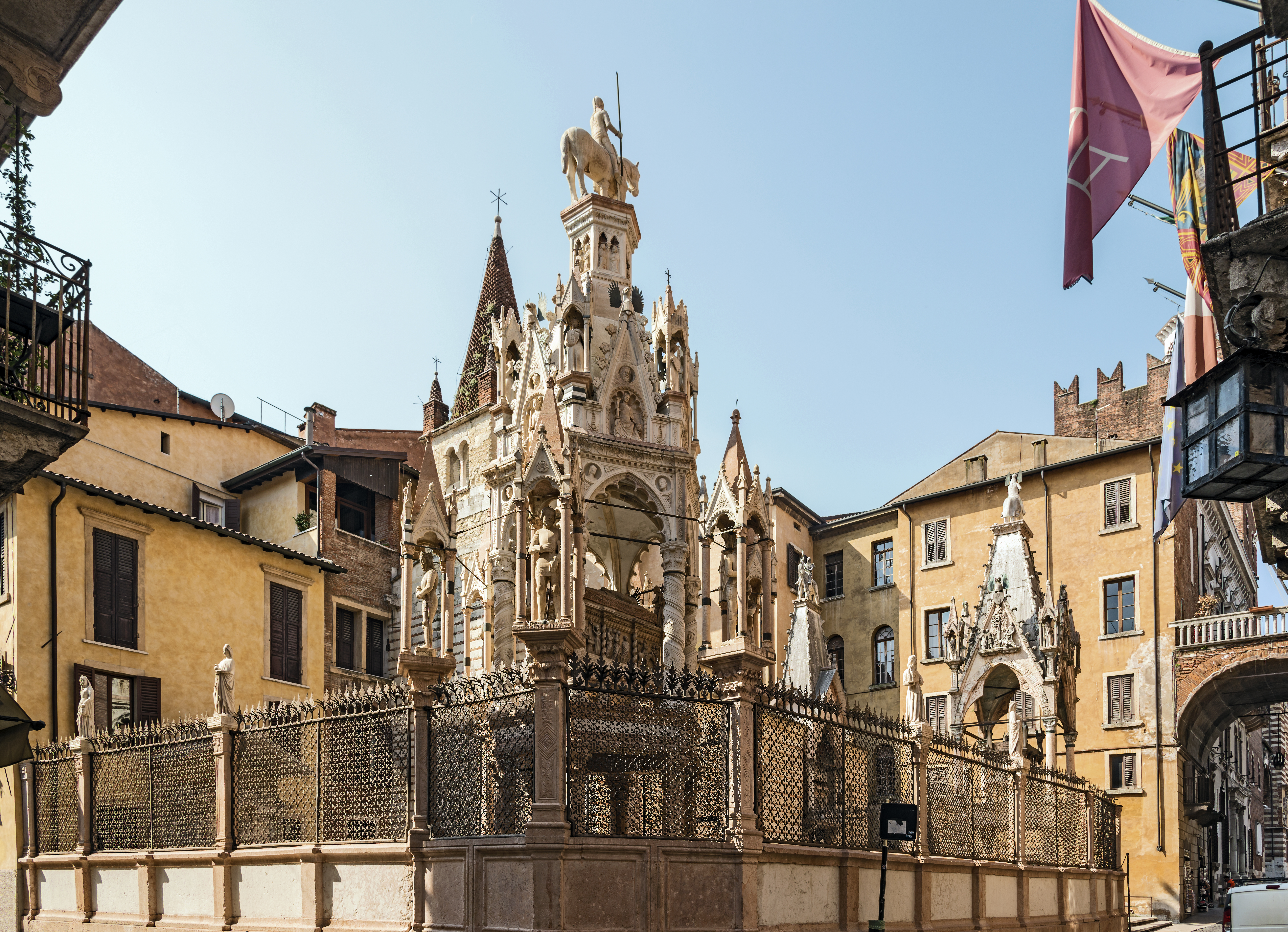
Scaliger-Grabmäler: Grabmal des Cansignorio, dahinter rechts das Grabmal des Mastino II.

Die Scaliger-Grabmäler (ital. arche scaligere) in der oberitalienischen Stadt Verona erinnern an die Grablege der Scaliger, die von 1260 bis 1387 als Stadtherren von Verona fungierten. 

## Anlage
Die meisten Grabmäler des Geschlechtes befinden sich auf einem mit schmiedeeisernen Gittern umzäunten Familienfriedhof neben der kleinen Kirche Santa Maria Antica. Lediglich das Grabmal des Cangrande I. († 1329) ist außerhalb dieses Areals in die Fassade der Kirche integriert. Die übrigen Monumente bestehen meist aus Stein gearbeiteten Sarkophagen, von denen einige in großen Grabbauten (arche) in Form gotischer Schreine (tempietti) stehen, welche vielfach mit Reiterstandbildern ergänzt sind. Sie sind mit der Kirche nicht verbunden, sondern befinden sich daneben in einem umzäunten Areal. Die vielfach mit Reiterstandbildern überhöhten Grabmäler aus dem 14. Jahrhundert gehören zu den ältesten nachantiken Monumentaldarstellungen ihrer Art. Die Scaliger-Gräber waren ein beliebtes Motiv der Maler des 19. Jahrhunderts; vergl. beispielsweise Eduard Gerhardt.

### Santa Maria Antica
Bei der kleinen Kirche handelt es sich um einen 1185 geweihten romanischen Bau. Bald nachdem die Scaliger 1260 die Herrschaft über Verona an sich gebracht hatten, machten sie Santa Maria Antica zu ihrer Hauskirche. Eine Barockisierung um 1630 wurde 1897 wieder rückgängig gemacht und die Gewölbe erneuert. 
Im Inneren ist dadurch die ursprüngliche Grundform mit den drei Schiffen, die von Apsiden geschlossen werden, wieder deutlich; die Außenwände zeigen die für Verona typische Schichtung aus Back- und Tuffsteinlagen.
In einer Wandnische über dem nördlichen Seitenportal der Kirche befindet sich das Grabmal des Cangrande I.  († 1329). Auf der Spitze des Monuments ist der Fürst als Reiterstandbild dargestellt.

### Familienfriedhof

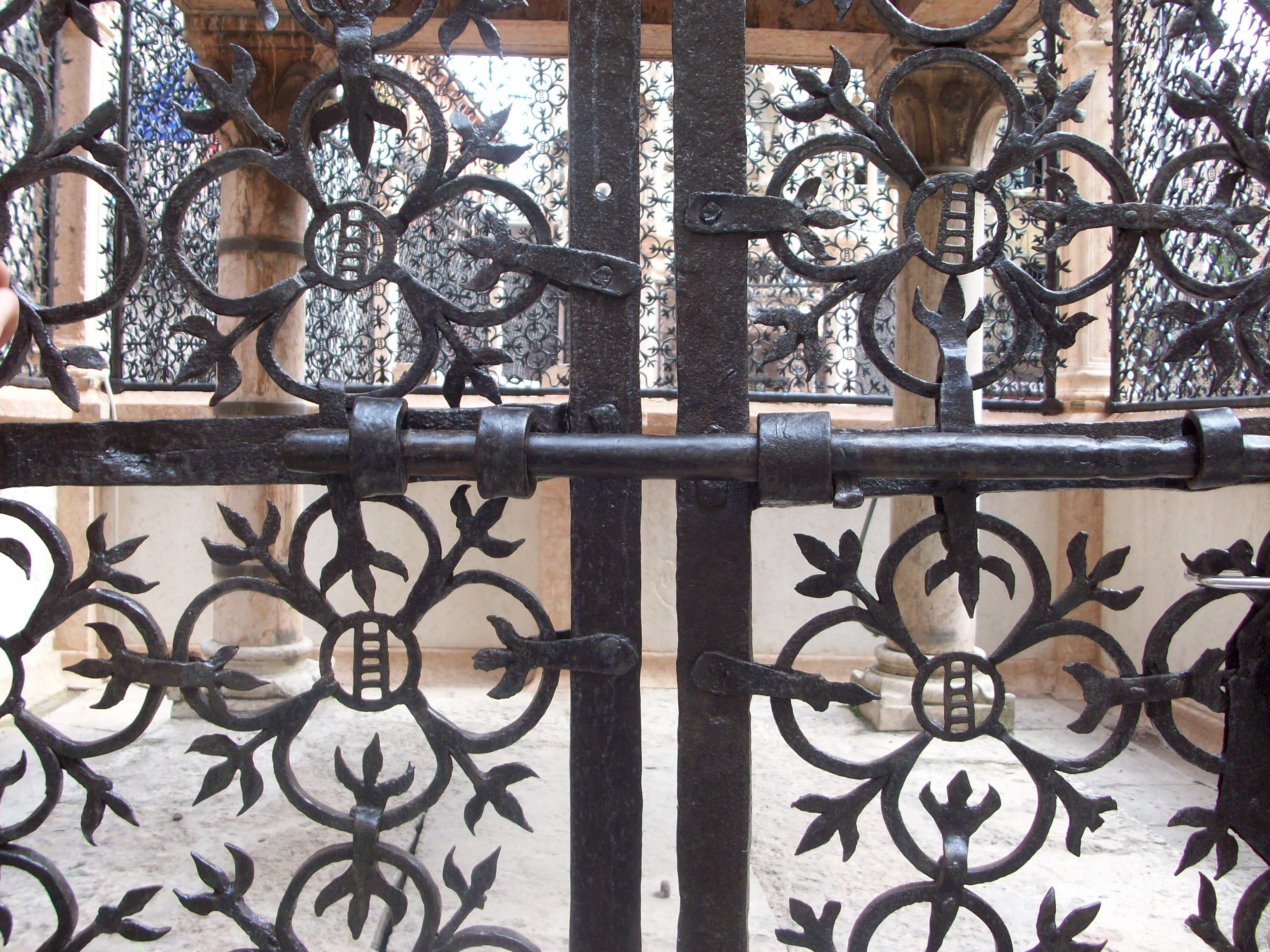
Gitter des Familienfriedhofs mit Darstellung der Leiter aus dem Wappen der Scaliger

Der Familienfriedhof der Scaliger liegt zwischen der Kirche Santa Maria Antica und der ehemaligen Residenz des Geschlechtes und ist von einer Mauer umgeben, die mit schönen schmiedeeisernen Gittern des 14. Jahrhunderts versehen ist. 
Das älteste der Scaligergräber ist das von Mastino I. († 1277), an der Außenwand der Kirche. Die Grabplatte des Alberto I. († 1301) zeigt bereits, wenn auch nur im Relief, den Verstorbenen als Reiter. Neben den im Folgenden besprochenen freistehenden Prunkgräbern des Mastino II. († 1351) und Cansignorio († 1375) befinden sich auf dem Familienfriedhof  auch die schlichten Grabmäler von Bartolomeo I. († 1304), Cangrande II. († 1359) und Bartolomeo II. († 1381). Zuletzt wurde auf dem Gelände 1831 das Grabmal von Giovanni della Scala († 1359) aufgestellt. Das ursprünglich in der Kirche San Fermo Maggiore errichtete Monument steht östlich der Kirche an einer Hauswand.

## Bedeutende Grabmäler

### Grabmal des Cangrande I. († 1329)

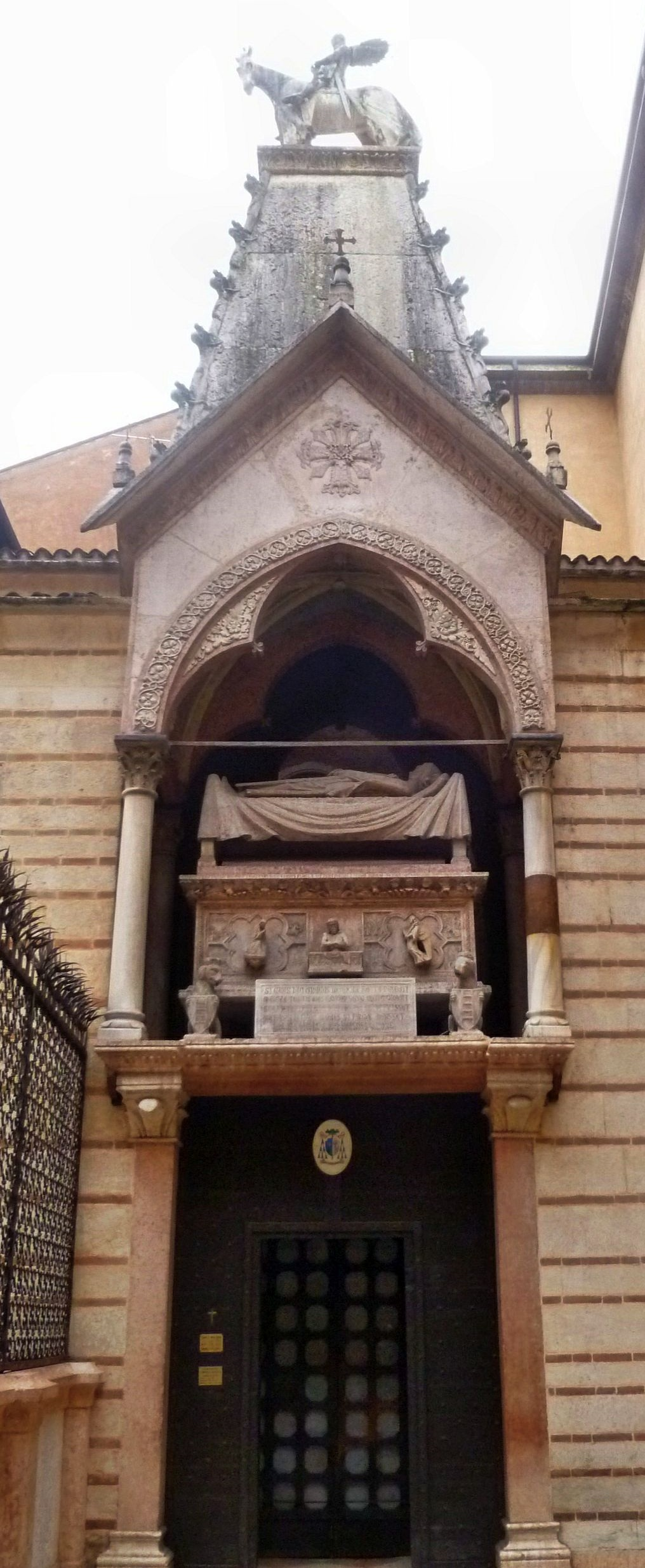
Grabmal des Cangrande I.

Über dem Nordportal der Kirche kragt ein Baldachin vor, unter dem Cangrande I., der bedeutendste Scaliger, bestattet ist. Zwei Hunde (Hund, it.: cano), die das Leiterwappen (Leiter, it.: scala) der Scaliger halten, tragen den mit Reliefs reich geschmückten Sarkophag. Darüber ruht die Liegefigur des aufgebahrten Toten. Der gotische Baldachin war ursprünglich auch zum Kirchenraum hin geöffnet, das Grabmal also von innen und außen sichtbar. Hoch oben auf dem Baldachindach ist eine Kopie des ursprünglichen Reiterstandbildes aufgestellt, seit 1907 befindet sich das zuvor herabgestürzte Original im Museum des Castelvecchio der Stadt. Obwohl das Pferd ruhig stehend  gegeben ist, wird durch die Wendung der Köpfe hin zum Betrachter auf dem Kirchhof, die leicht wehende Satteldecke und das Lächeln eine physische und emotionale Bewegtheit deutlich. Auch die Liegefigur lächelt. Doch ist die Miene „nicht als individueller Wesenszug aufzufassen. Sie ist ein traditionelles Attribut des tugendhaften Herrschers“, bestenfalls eine „konventionelle Maske“ (Seiler). Sie hatte sich erst mit der Gotik in der Skulptur Mitteleuropas ausgebreitet. Als Vorlage des Grabmals von Cangrande I. diente die Grablege des 1320 verstorbenen Guglielmo di Castelbarco, das sich über dem Eingang des Dominikanerklosters neben der Kathedrale Sant’Anastasia befindet.

### Grabmal des Mastino II. († 1351)

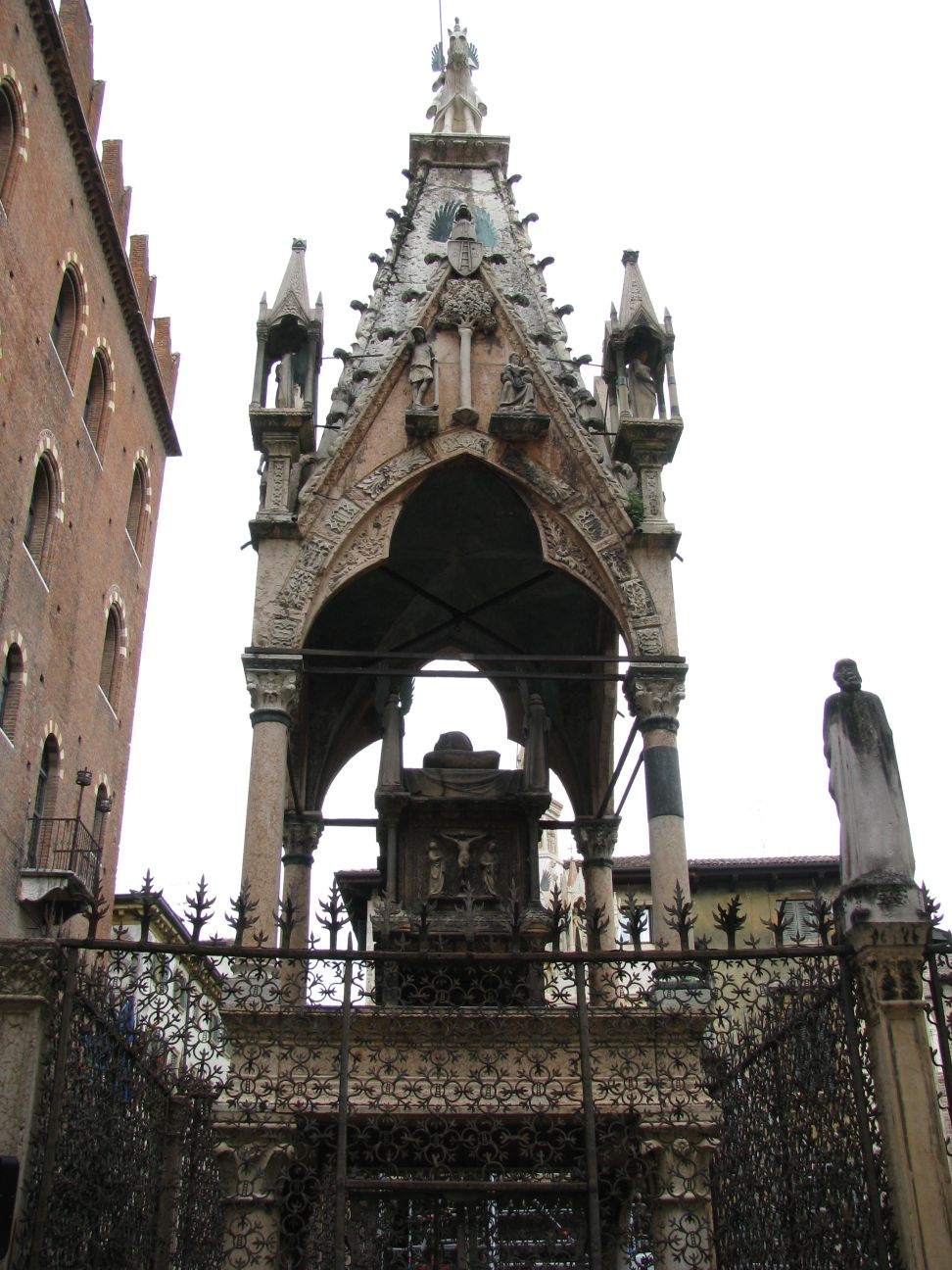
Grabmal des Mastino II.

Schon zu Lebzeiten ließ sich um 1345–1350 Mastino II., der Neffe und Nachfolger des Cangrande I. das freistehende Baldachingrabmal auf dem eingezäunten Areal des Familienfriedhofs errichten. Das Grabmal hat die Form eines Tabernakels. Vier Säulen tragen eine Plattform, auf der Sarkophag und Baldachin stehen. Der Verstorbene ist sowohl als Liegefigur auf dem Tumbenkasten dargestellt, als auch ganz oben hoch auf dem steilen Pyramidendach als unterlebensgroße Reiterfigur in voller Rüstung und mit geschlossenem Visier. Die seitlichen Giebel des Baldachindachs zeigen Szenen aus dem Alten Testament.

### Grabmal des Cansignorio († 1375)

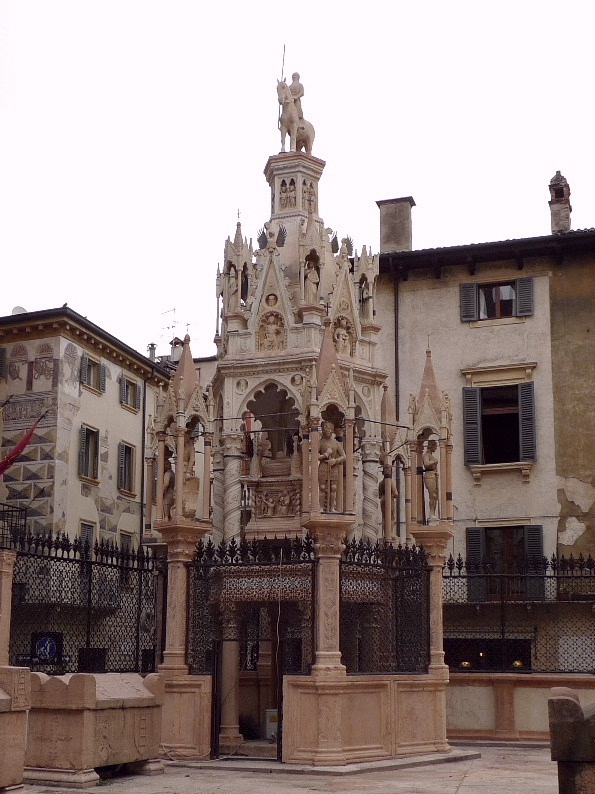
Grabmal des Cansignorio, davor der Sarkophag seines Sohnes Bartolomeo II.

Das wenn auch nicht qualitätvollste, so doch am reichsten geschmückte Scaliger-Grabdenkmal schuf der Bildhauer Bonino da Campione 1375–1376 für Cansignorio  (it.: cansignorio = Leithund), einen Sohn Mastinos II. Auf sechseckigem Grundriss umgibt eine von sechs heiligen Rittern unter Baldachinen bewachte Schranke das Monument mit dem nun schon traditionellen Aufbau: Rundstützen – Podestplatte – Tumba – Liegefigur – Baldachin – Dachaufbau – Reiterfigur, nur eben dekorativ, architektonisch und skulptural angereichert.